# Herbert Andreas Löhlein
Herbert Andreas Löhlein (auch: Herbert A. Löhlein, Pseudonym: C. Astor), (* 5. Juli 1900 in München; † 8. März 1987 in Herrsching am Ammersee) war ein deutscher Schriftsteller, Journalist und Astrologe.

## Leben
Nach dem Besuch einer Oberrealschule absolvierte Herbert Andreas Löhlein ein dreisemestriges Studium der Zeitungswissenschaft an der Universität München. Anschließend machte er eine Banklehre und war bis 1930 in der Bankbranche tätig, zuletzt als Prokurist. Seit den Dreißigerjahren war Löhlein freier Schriftsteller. Nach 1945 gehörte er der Redaktion der Frauenzeitschrift "Madame" an. Löhlein lebte zuletzt im oberbayerischen Grafrath. Er war mit Thea, geb. Bauer, verheiratet.
Herbert A. Löhleins erste schriftstellerische Werke waren Abenteuerromane. Daneben verfasste er zahlreiche Hörspiele. Seit den Fünfzigerjahren lag der Schwerpunkt seiner Arbeit auf Sachbüchern zur Charakterkunde und Astrologie.

## Werke
- Charakter und Schicksal im Horoskop, Zürich 1934
- Die Wolfsschlacht, Gütersloh 1938
- Notlandung in der grünen Hölle, Gütersloh 1941
- Todesfahrt durch den Santos-Sumpf, Gütersloh 1941
- Die Gezeiten des Schicksals, Zürich 1951
- Die Platinhölle am Rio Choco, Stuttgart 1954
- Charakterkunde, leicht verständlich, Stuttgart 1955
- Die Karpatenschenke, Gütersloh 1955
- Piraten, Perlen, Panzertaucher, Zürich 1955
- Der Teufel im Planwagen, Gütersloh 1955
- Sternen-Cicerone der Liebe, Marbach (Neckar) 1957
- Der weiße Rausch, Darmstadt 1957
- Das himmlische Kursbuch, München 1958
- Das Standesamt der Sterne, München 1958
- Dein Glück in den Sternen, München 1959
- Die Kunst der Liebe, München 1960 (zusammen mit Dominique Le Bourg und Paul Géraldy)
- Angst – ein Bluff der eigenen Seele, München 1961
- Glück auf Rädern, Zürich 1961
- Das Anbandel-Buch, München 1962
- Du weißt ja nicht, was dir noch blüht, München 1962
- Horoskop, München 1962
- Letzte Anweisungen an eine ratlose Braut, München 1962
- Liebe auf den zweiten Blick, Zürich 1962
- Eva und ihre Sterne, Zürich 1964
- Das Haus in den Sternen, Zürich 1965
- Flair du flirt, München 1966
- Handbuch der Astrologie, München 1968
- Der Partner vom anderen Stern, München 1969
- Alles Gute für den Fisch, München [u. a.] 1973
- Alles Gute für den Krebs, München [u. a.] 1973
- Alles Gute für den Löwen, München [u. a.] 1973
- Alles Gute für den Schützen, München [u. a.] 1973
- Alles Gute für den Skorpion, München [u. a.] 1973
- Alles Gute für den Steinbock, München [u. a.] 1973
- Alles Gute für den Stier, München [u. a.] 1973
- Alles Gute für den Wassermann, München [u. a.] 1973
- Alles Gute für den Widder, München [u. a.] 1973
- Alles Gute für den Zwilling, München [u. a.] 1973
- Alles Gute für die Jungfrau, München [u. a.] 1973
- Alles Gute für die Waage, München [u. a.] 1973
- Sternenführer der Liebe, München 1977
- Ich mag dich, München 1978
- Astrologischer Ratgeber für das Leben zu zweit, München 1981
- Sterne, Schicksal, Charakter, München 1982
- Großes Handbuch der Astrologie, Zug 1985